# It’ll End in Tears
It’ll End in Tears, pierwsza płyta formacji This Mortal Coil, wydana w 1984 r. przez wytwórnię 4AD.

## Spis utworów i wykonawców
1. Kangaroo (Alex Chilton) – 3:30
- Simon Raymonde - gitara, gitara basowa, syntezator
- Martin McGarrick - wiolonczela
- Gordon Sharp - wokalista

2. Song To The Siren (Tim Buckley) – 3:30
- Robin Guthrie - gitara
- Elizabeth Fraser - wokalistka

3. Holocaust (Alex Chilton) – 3:38
- Martin McGarrick - wiolonczela
- Steven Young - fortepian
- Gini Ball - skrzypce, altówka
- Howard Devoto - wokalista

4. Fyt (This Mortal Coil) – 4:23
- Mark Cox - organy
- Martyn Young - syntezator

5. Fond Affections (Rema-Rema) – 3:50
- Martyn Young - gitara, gitara basowa, syntezator
- Mark Cox - syntezator
- Gordon Sharp - wokalista

6. The Last Ray (Ivo Watts-Russell, Robin Guthrie, Simon Raymonde) – 4:08
- Robin Guthrie - gitara akustyczna, gitara 12 strunowa, EBow
- Simon Raymonde - gitara basowa

7. Another Day (Roy Harper, aranżacja Martin McGarrick) – 2:54
- Gini Ball - skrzypce, altówka
- Elizabeth Fraser - wokalistka

8. Waves Become Wings (Lisa Gerrard) – 4:25
- Lisa Gerrard - wokalistka, akordeon

9. Barramundi (Simon Raymonde) – 3:56
- Lisa Gerrard - akordeon
- Simon Raymonde - gitara, syntezator

10. Dreams Made Flesh (Lisa Gerrard) – 3:48
- Brendan Perry  - perkusja, instrumenty perkusyjne
- Lisa Gerrard - wokalistka, cymbały

11. Not Me (Colin Newman) – 3:44
- Simon Raymonde - gitara basowa
- Manuela Rickers - gitara
- Robin Guthrie - gitara
- Robbie Grey - wokalista

12. A Single Wish (Gordon Sharp, Simon Raymonde, Steven Young) – 2:26
- Steven Young - fortepian
- Simon Raymonde - syntezator, gizmo
- Gordon Sharp - wokalista